# Asta composta
L'asta composta è quell'elemento strutturale, generalmente in acciaio, costituito da più parti assemblate.
L'utilizzo delle aste composte è stato introdotto per ovviare ai limiti di stabilità degli elementi normalmente in commercio ed in particolar modo alle difficoltà tecniche instaurate dal fenomeno dell'instabilità a carico di punta.

## Tipologia
Esistono fondamentalmente due tipologie di aste composte:
- Aste calastrellate;
- Aste tralicciate.

### Aste calastrellate
Le aste calastrellate sono formate da profili tradizionali assemblati, appunto, con calastrelli, ovvero elementi di collegamento saldati ai profili stessi. Il comportamento d'insieme è a telaio ed i calastrelli lavorano prevalentemente a flessione ed a taglio.
Per comprendere la deformazione dovuta alla sollecitazione tagliante, occorre considerare un modulo di traliccio. Si considera che tale modulo venga sollecitato da una forza unitaria in modo che la deformazione tagliante coincida con la deformabilità a taglio:
Quindi occorre valutare lo spostamento del punto di applicazione della forza unitaria con il Principio del lavori virtuali:
quindi 
Prendendo in considerazione un calastrello "tozzo", ovvero che abbia un rapporto {\displaystyle h/l_{t}\geq 0,5} è possibile trascurare la deformabilità di tale elemento, quindi {\displaystyle \gamma \cong {\frac {l_{0}^{2}}{24EI_{1}}}\rightarrow \rho _{1}={\sqrt {I_{1}/A_{1}}}\rightarrow \gamma \cong {\frac {l_{0}^{2}}{24EA_{1}\rho _{1}^{2}}}}
Nel consegue che per una asta calastrellata vale che
Quindi

### Aste tralicciate

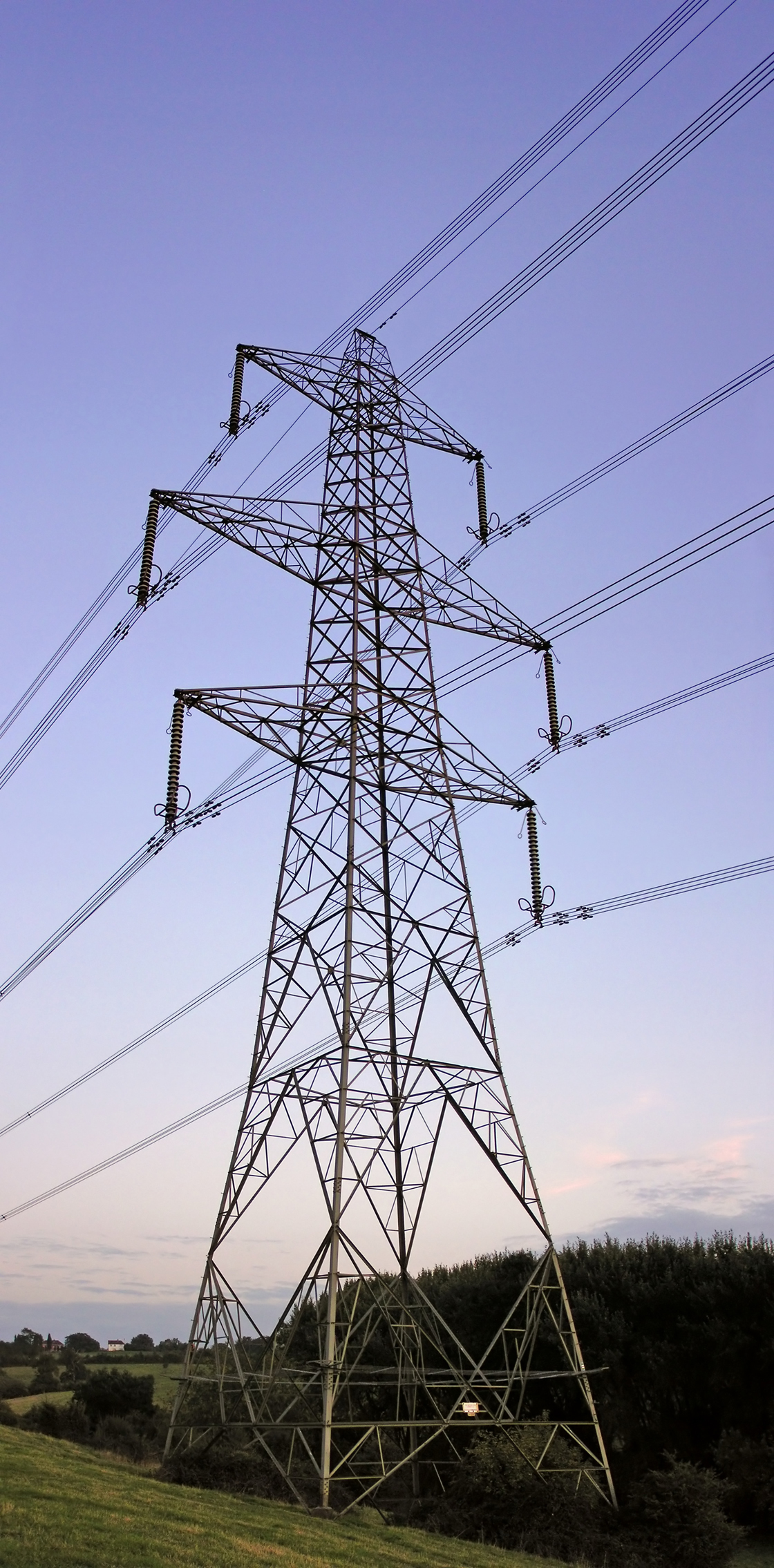
Traliccio di un elettrodotto

Le aste tralicciate sono formate da profili assemblati con elementi trasversali, detti appunto tralicci, generalmente uniti attraverso imbullonatura. Il comportamento del sistema è a traliccio, ovvero come una generica trave reticolare.
Per comprendere la deformazione dovuta alla sollecitazione tagliante, occorre considerare un modulo di traliccio. Si considera che tale modulo venga sollecitato da una forza unitaria in modo che la deformazione tagliante coincida con la deformabilità a taglio:
Quindi occorre valutare lo spostamento del punto di applicazione della forza unitaria con il Principio del lavori virtuali:
quindi
Nel consegue che per una asta tralicciata vale che
In alcune tipologie di tralicciatura si trascurano i termini {\displaystyle {\frac {l_{t}^{3}}{A_{t}}}} perché piccoli, e l'espressione della snellezza ideale diventa: